# شفويات
شفويات (الاسم العلمي: Lamiales) هي رتبة نباتية تتبع طائفة ثنائيات الفلقة من صف كاسيات البذور. تضم هذه الرتبة حوالي 11000 نوع نباتي موزعة على 21 فصيلة. العديد من الأنواع النباتية المشهورة أو المهمة اقتصادية تنتمي لهذه الرتبة.	

## فصائل
تحتوي هذه الرتبة على 21 فصيلة هي:
- شفوية (باللاتينية: Lamiaceae)
- أقنتية (باللاتينية: Acanthaceae)
- غدبية (باللاتينية: Scrophulariaceae)
- زيتونية (باللاتينية: Oleaceae)
- لويزية (باللاتينية: Verbenaceae)
- جعفيلية (باللاتينية: Orobanchaceae)
- بنيونية (باللاتينية: Bignoniaceae)
- بيبليسية (باللاتينية: Byblidaceae)
- تاسومية (باللاتينية: Calceolariaceae)
- كارلمنية (باللاتينية: Carlemanniaceae)
- غزنرية (باللاتينية: Gesneriaceae)
- جنليسية (باللاتينية: Lentibulariaceae)
- مارتينية (باللاتينية: Martyniaceae)
- بولفينية (باللاتينية: Paulowniaceae)
- بداليونية (باللاتينية: Pedaliaceae)
- فريمية (باللاتينية: Phrymaceae)
- حملية (باللاتينية: Plantaginaceae)
- بلوكوية (باللاتينية: Plocospermataceae)
- سكلكيلية (باللاتينية: Schlegeliaceae)
- ستلبية (باللاتينية: Stilbaceae)
- تتراكوندرية (باللاتينية: Tetrachondraceae)

## من أجناسها
- لاميون (باللاتينية: Lamium) وهو الجنس النموذجي بالتسمية اللاتينية لهذه الرتبة.